# Pentameris hirtiglumis
Pentameris hirtiglumis är en gräsart som beskrevs av N.P.Barker. Pentameris hirtiglumis ingår i släktet Pentameris och familjen gräs. Inga underarter finns listade i Catalogue of Life.